# Пёль (Мекленбург)
Пёль (нем. Poel) — община на юге Мекленбургской бухты Балтийского моря в Германии, седьмой по величине германский остров на юге Мекленбургской бухты Балтийского моря. Посёлок образует общину, находится в земле Мекленбург-Передняя Померания.

## Основные сведения

Карта острова Пёль

Входит в состав района Северо-Западный Мекленбург. Население составляет 2503 человека (на 31 декабря 2012 года). Занимает площадь 36,02 км².
На северо-востоке от острова находится маленький островок Лангенвердер (800 на 500 м), который является заповедником для охраны птиц.
Остров связан с материком дамбой, по которой проведена проезжая дорога.

## Административное деление
Коммуна подразделяется на 15 сельских округов.
| - Бранденхузен - Айнхузен - Фердорф - Гольвиц - Кальтенхоф - Кирхдорф - Мальхов - Нойхоф | - Шварцер-Буш - Зедорф - Ниндорф - Эрценхоф - Тиммендорф - Форверк - Вангерн - Вайтендорф |

## Фотографии

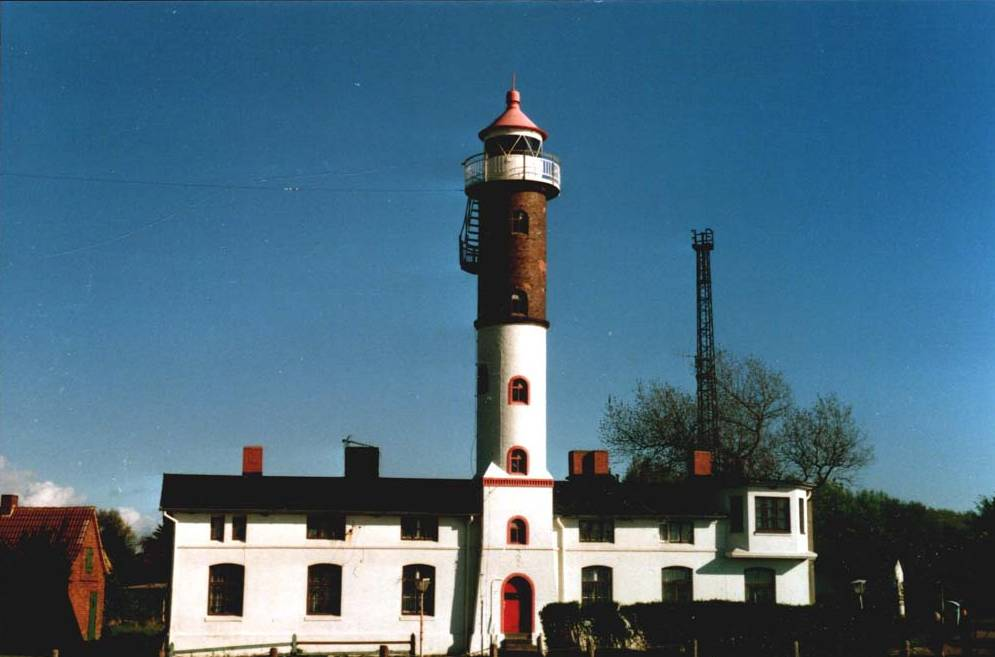
Маяк в Тиммендорфе
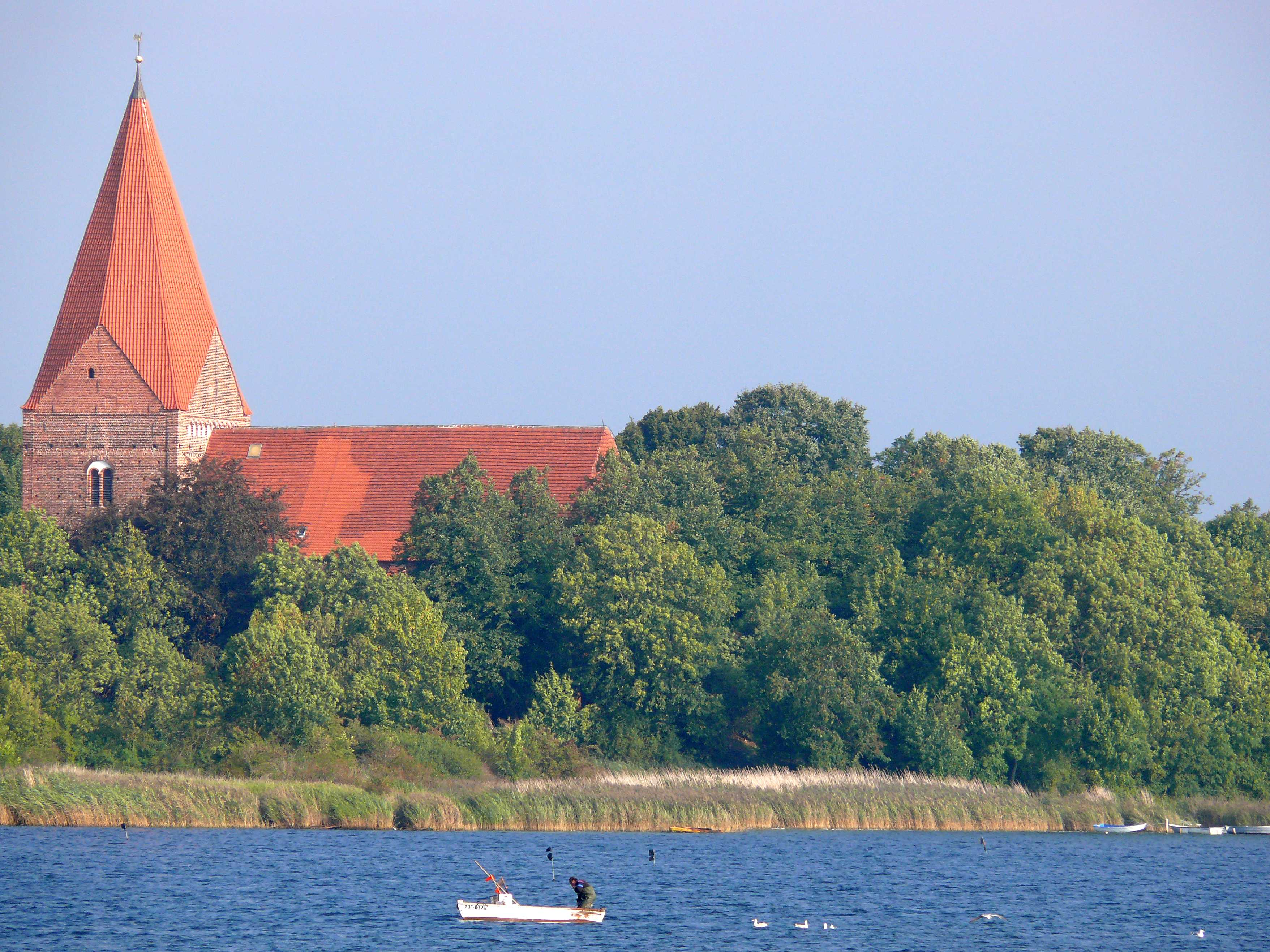
Церковь в Кирхдорфе
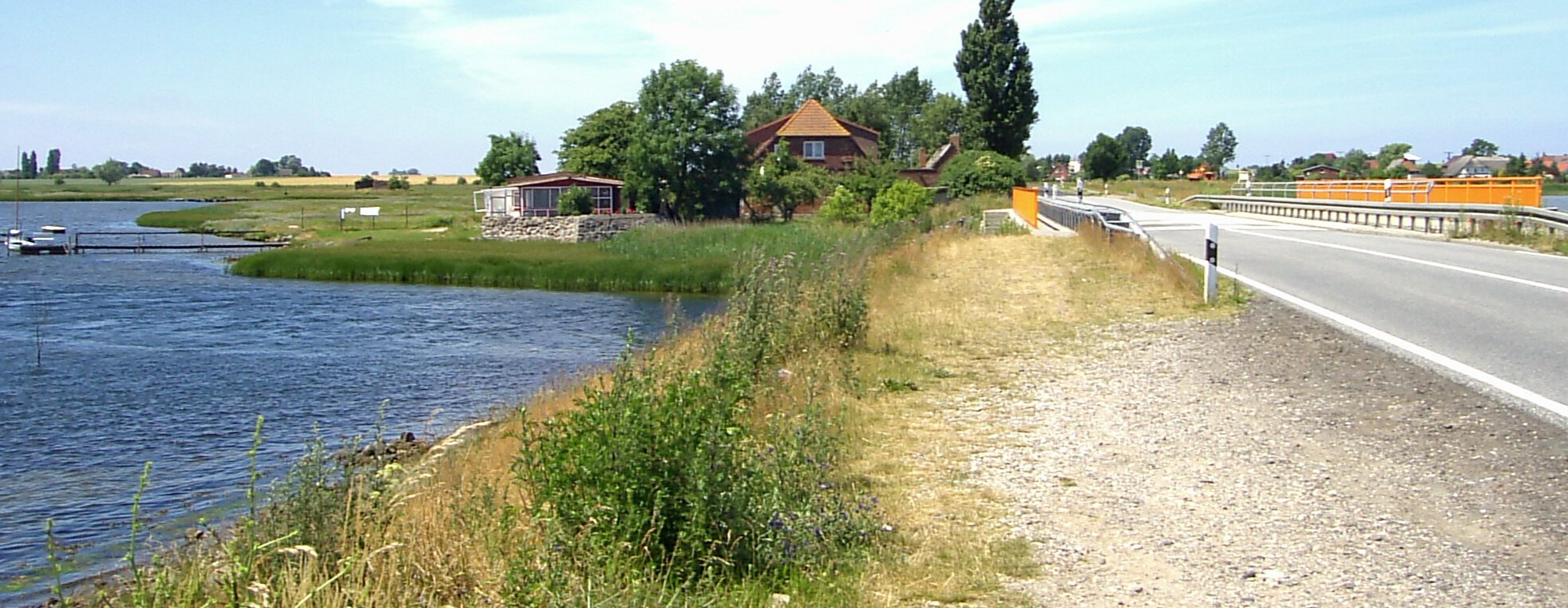
Мост к материку
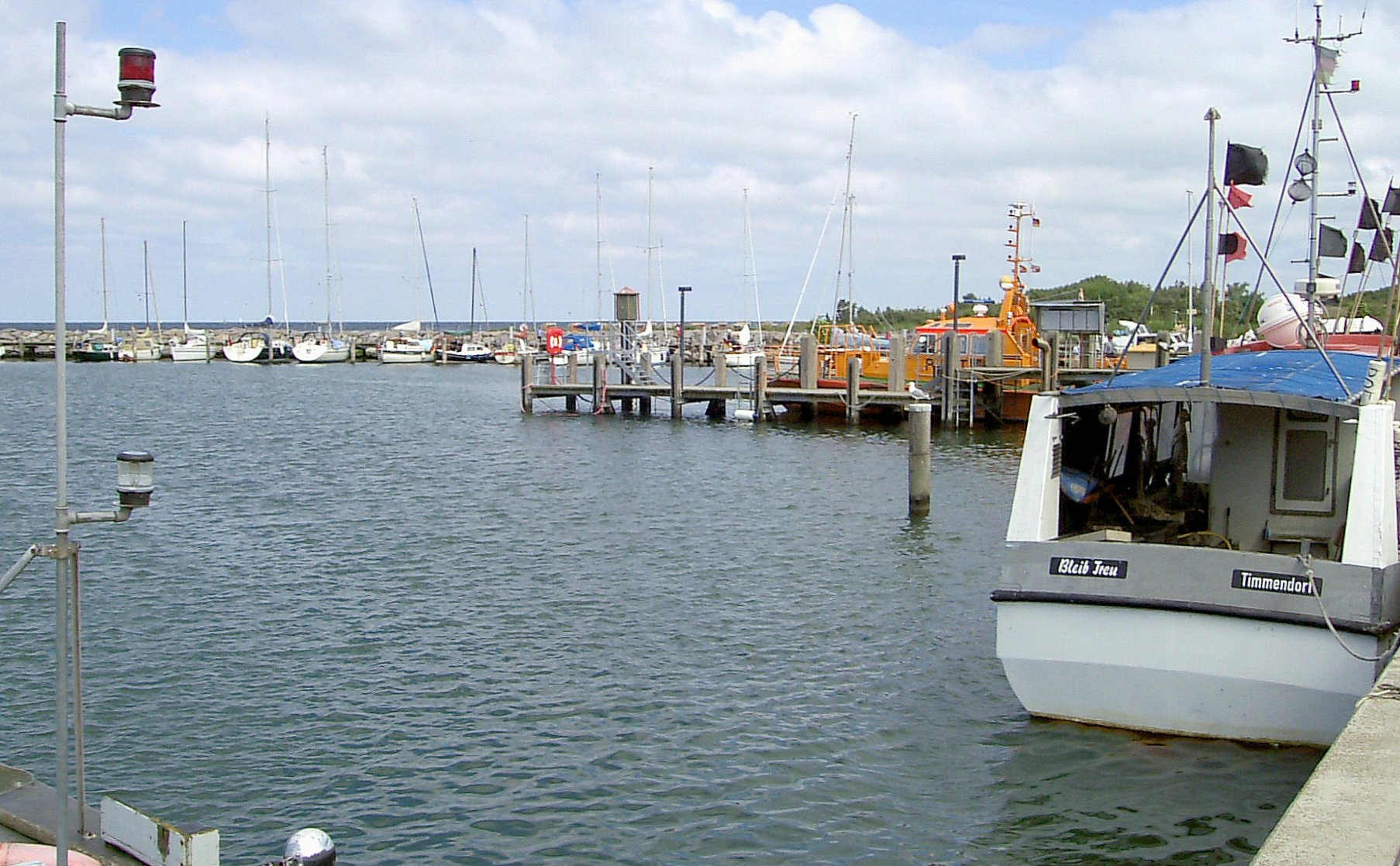
Гавань в Тиммендорфе
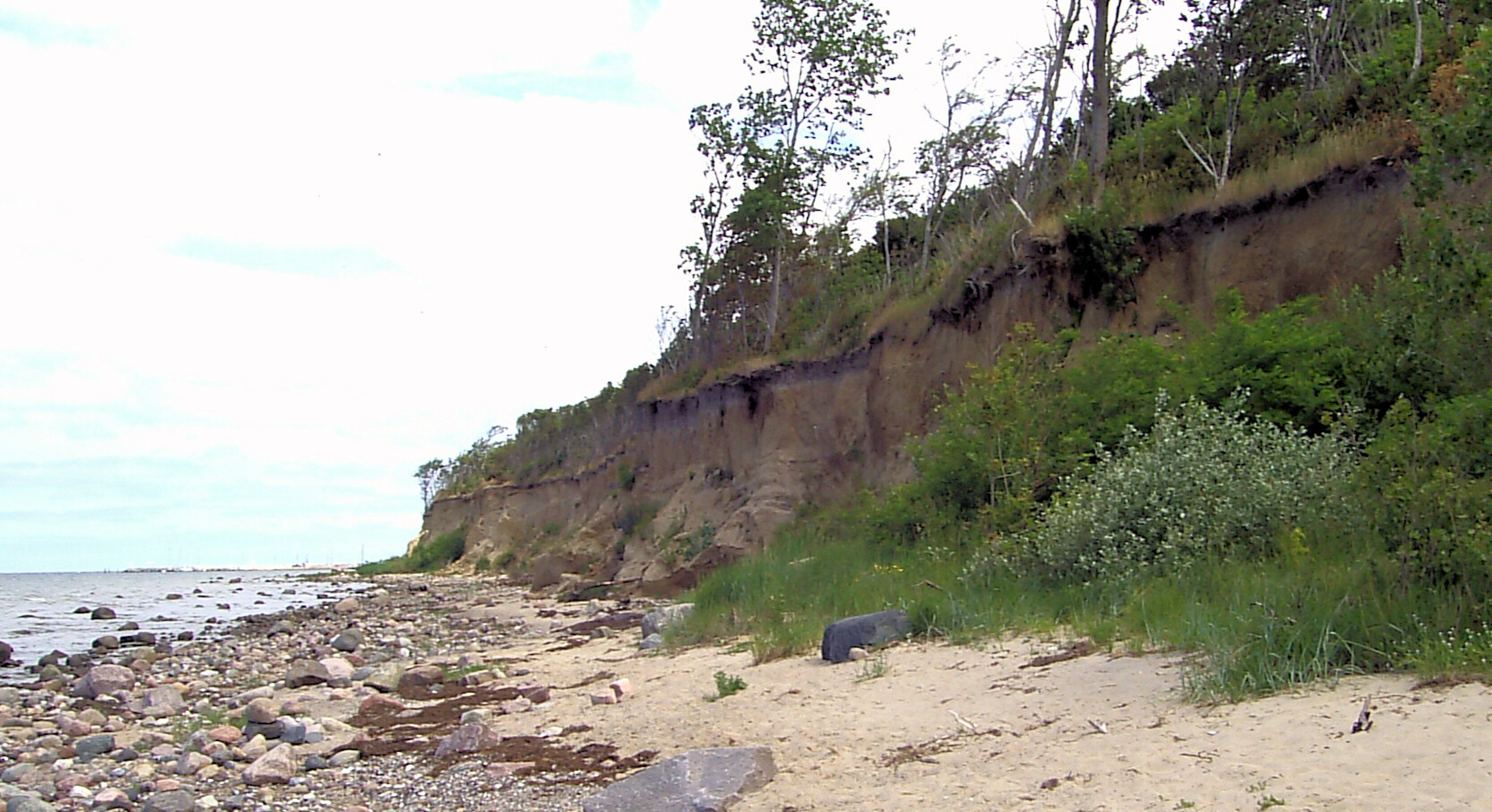
Крутой берег южнее Тиммендорфа
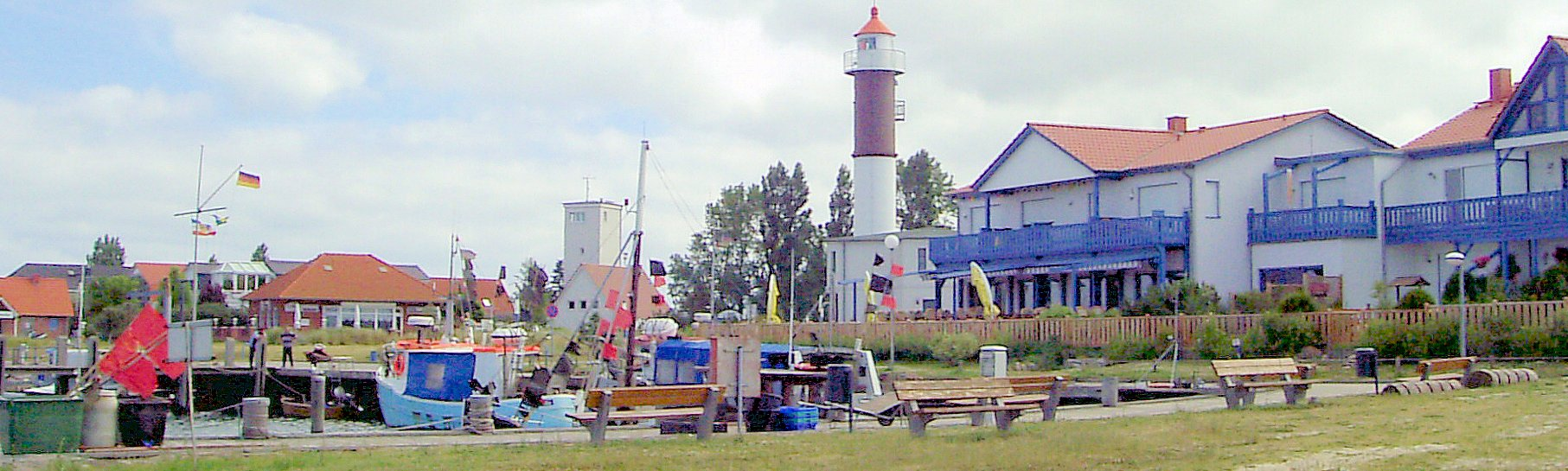
Тиммендорф